# Lathrobium sinense
Lathrobium sinense (лат.) — вид коротконадкрылых жуков рода Lathrobium из подсемейства Paederinae (Staphylinidae).

## Распространение и экология
Китай (Ганьсу, Шэньси, Сычуань, Хубэй, Цзянсу). Известный в настоящее время ареал простирается от южного Ганьсу через Циньлинский и Даба-Шаньский хребты до Цзянсу в Восточном Китае. По-видимому, вид обитает в широком диапазоне местообитаний. Многие экземпляры были отсеяны из листовой подстилки и мха в смешанных лиственных лесах и кустарниковых зарослях, другие были собраны на лугах или из почвы на заболоченных участках. Встречаются на высотах от 600 до 2940 м.

## Описание
Коротконадкрылые жуки мелких размеров. Длина тела около 5 мм. Крылатые диморфные (встречаются брахиптерные и макроптерные особи). Окраска изменчива: голова красноватая до черновато-коричневой; переднеспинка и надкрылья красноватые до тёмно-коричневых, в основном немного бледнее головы; брюшко красноватое до чёрно-коричневого; ноги тёмно-желтоватые; усики красноватые. Эдеагус самца с коротким, длинным, почти прямым и вентрально лишь слегка асимметричным вентральным отростком; внутренний мешок с заметно крупной, сильно склеротизованной внутренней структурой, апикально переходящей в длинный и извилистый шип. Стернит VIII сильно удлинён и имеет более или менее сильно выпуклый задний край.

## Таксономия
Вид был впервые описан в 1938 году под названием Lathrobium chinense Bernhauer, 1938, но из-за первичной омонимии имя было в 2003 году заменено на Lathrobium sinense. Валидный статус таксона подтверждён в 2013 году в ходе ревизии немецким колеоптерологом Фолькером Ассингом (1956—2022; Ганновер, Германия).